# Боде (Норвешка)
Боде (норв. Bodø) је значајан град у Норвешкој. Град је у оквиру покрајине Северне Норвешке и седиште и највећи град округа Нордланд.
Према подацима о броју становника из 2011. године у Бодеу живи око 36 хиљада становника, док у општини живи близу 50 хиљада становника.

## Географија
Град Боде се налази у северном делу Норвешке. Од главног града Осла град је удаљен 1.200 km северно од града. Сходно томе, главна веза са Ослом и остатком Норвешке је путем авио-веза.
Рељеф: Боде се налази на северозападној обали Скандинавског полуострва. Град се развио уз истоимени залив Салтски фјорд. Град са истока окружују планине. Сходно томе, надморска висина града иде од 0 до 40 м надморске висине.
Клима: Клима у Бодеу је континентална са истовременим утицајем и Атлантика и Голфске струје и Арктика. Она је много оштрија него у већем делу Норвешке јужно, али је и знатно блажа од других подручја на сличној географској ширини.
Воде: Боде се развио као морска лука на обали Салтског фјорда, дела Северног мора. Залив није отворен ка мору, већ се ту налази више малих полуострва и острва.

## Историја
Први трагови насељавања на месту данашњег Бодеа јављају се у доба праисторије. Боде је 1816. године добио градска права, што је био увод у значајан развој града у 19. веку. Развој је додатно потпомогло стационирање дела норвешких војних снага у граду.
Током петогодишње окупације Норвешке (1940—45) од стране Трећег рајха Боде и његово становништво су значајно страдали, посебно на почетку рата, бомбардовањем од стране Луфтвафеа.

## Становништво
Данас Боде са предграђима има око 36 хиљада у градским границама и близу 50 хиљада у ширем градском подручју. Последњих година број становника у граду се повећава по годишњој стопи од преко 1%.

## Привреда
Привреда Бодеа се заснива на коришћењу ресурса норвешког дела Арктика. Традиционалне делатности су риболов и поморство, а данас се све више развијају трговина и услуге.

## Збирка слика
- Средишњи Боде зими
- Пристаниште у Бодеу
- Саборна црква Бодеа
- Музеј Нордланда